# Stern 1. Größe
Als Sterne 1. Größe werden seit der griechischen Antike die etwa 20 hellsten Fixsterne bezeichnet. In der von Pogson 1850 streng definierten Helligkeitsskala zählt man heute zur ersten Größe alle Sterne, die heller als +1,5 mag sind.
Am gesamten Sternhimmel gibt es 22 Sterne 1. Größe, von denen 10 nördlich des Himmelsäquators und 12 südlich von ihm stehen. Besonders auffällig unter ihnen sind vier Sterngruppen:
- am Nordhimmel das Wintersechseck und das große Sommerdreieck
- am Südhimmel das Kreuz des Südens und der benachbarte Centaurus.

## Geschichte
Die Skala der Sternhelligkeiten wurde durch Hipparcos (190-120 v. Chr.) in die Astronomie eingeführt. Als Sterne 6. Größe definierte er die schwächsten mit freiem Auge sichtbaren Gestirne.
Sterne, die etwas schwächer sind als die hellsten, wurden von den griechischen Astronomen Hipparch (190–125 v. Chr.) und Ptolemäus (100–175 n. Chr.) als Stern 2. Größe bezeichnet (z. B. Großer Wagen, Cassiopeia und Oriongürtel).

## Skala der scheinbaren Helligkeiten
Dieser Klassifizierung haben die Astronomen der Neuzeit eine physikalisch genau definierte, logarithmische Skala angepasst, die sie als scheinbare Helligkeit bezeichnen (auch „Größenklasse“ bzw. Magnitudo, abgekürzt mag):
| Größenklasse | Magnitude         | Anzahl | Anmerkung |
| ------------ | ----------------- | ------ | --- |
| 1. Größe     | ≤ 1,50 mag        | 0022   | die hellsten zwei haben eigentlich „−1.Größe“ (−1,5 bis −0,5 mag), die acht folgenden „0. Größe“ (−0,5 bis +0,5 mag), (→Liste) |
| 2. Größe     | 1,51 bis 2,50 mag | 0070   | (→Liste) |
| 3. Größe     | 2,51 bis 3,50 mag | 0170   | |
| 4. Größe     | 3,51 bis 4,50 mag | 0430   | nach Argelander/Kapteyn |
| 5. Größe     | 4,51 bis 5,50 mag | 1200   | |
| 6. Größe     | 5,51 bis 6,50 mag | 4000   | |

Diese Skala ist so ausgelegt, dass jede Stufe einem Intensitäts-Verhältnis des Lichts von {\displaystyle {\sqrt[{5}]{100}}\approx 2{,}511886\ldots } entspricht, und daher 5 Stufen genau 1:100. Ein Stern 1. Größe ist also 100-mal so hell wie ein Lichtpünktchen 6. Größe, was dem Auge aber als weniger Stufen erscheint. Ursache dafür ist das Weber-Fechner-Gesetz unseres Gesichtssinns, das uns andererseits ermöglicht, noch Helligkeitsunterschiede zwischen Tag und Nacht von 1:10 Milliarden wahrzunehmen.
Pro Größenklasse nimmt die Sternanzahl auf das 2½- bis 3-fache zu (vgl. Populationsindex bei Meteorströmen), was sich noch mehrere Helligkeitsstufen lang fortsetzt und mit dem Sichtbarwerden auch entfernterer Sterne der Milchstraße zusammenhängt. Erst zwischen 14. und 18. Größe sinkt der Faktor auf 2,3 pro Stufe, woraus man die Gesamtzahl der Sterne zu mindestens 30 Milliarden extrapoliert hat.